# 4-я пехотная дивизия (Болгария)
4-я Преславская пехотная дивизия (болг. Четвърта пехотна Преславска дивизия) — воинское соединение болгарской армии, участвовавшее в Первой балканской, Второй балканской, Первой мировой и Второй мировой войнах.

## Формирование
Сформирована в 1883 г. в Шумене под названием 4-я пешая бригада в составе 7-го Преславского (Шумен) и 8-го Приморского (Варна) пехотных полков. На основе этих полков в 1889 г. созданы 19-й Шуменский (Шумен) и 20-й Добруджанский ((Варна, с 1897 г. Разград)) пехотные полки. Приказом №176 от 1891 г. на основе 4-й бригады создана 4-я Преславская пехотная дивизия, в состав которой вошли четырех указанных полка. При перераспределении полков, вызванном созданием 9-й дивизии, 20-й пехотный полк был переведён из Разграда в Велико-Тырново и передан в состав 5-й пехотной дивизии. Вместо него в 4-ю дивизию был включён 31-й Варненский пехотный полк (бывший 7-й резервный, Добрич).
После сформирования в Болгарии в 1907 г. трёх военно-инспекционных областей 4-я дивизия наряду с 5-й и 9-й вошла в состав 3-й военно-инспекционной области, охватившей территорию между Дунаем и Балканскими горами, где когда-то располагалась столица Первого Болгарского царства – город Преслав (отсюда название дивизии).

## Балканские войны
При мобилизации в 1912 г. были развёрнуты полки 3-й бригады – 43-й и 44-й. На Первую Балканскую войну дивизия выступила в таком составе:
- Начальник дивизии — генерал-майор Климент Бояджиев
- Начальник штаба дивизии — генерального штаба полковник Божко Икономов
- Дивизионный инженер — подполковник Атанас Данаилов
- Дивизионный врач — подполковник Иван Бацаров
- Дивизионный интендант — подполковник Панчо Корабов
- 1-я бригада — полковник Атанас Тодоров
  - 7-й Преславский пехотный полк — полковник Христо Йорданов
  - 19-й Шуменский пехотный полк — полковник Вылко Василев
- 2-я бригада - полковник Перикл Енчев
  - 8-й Приморский пехотный полк — полковник Пантелей Киселёв
  - 31-й Варненский пехотный полк — полковник Марко Марков
- 3-я бригада — генерал-майор Ваклин Церковски
  - 43-й пехотный полк — полковник Стоян Стоянов
  - 44-й пехотный полк — подполковник Руси Радков
- 4-й пионерный батальон — подполковник Михаил Семов
- 5-й скорострельный артиллерийский полк — полковник Георги Манов
- 5-й нескорострельный артиллерийский полк — подполковник Димитр Кацаров

В Лозенградской операции дивизия находилась среди основных соединений, осуществлявших наступление на центральном участке при Гечкенли — Сюльоглу и Ескиполос — Петра, затем участвовала в Люлебургазской операции, снова на центральном участке фронта при Караагаче, понеся существенные потери.
В конце 1912 года 3-я бригада дивизии была включена в состав 2-й армии, которая осаждала Адрианополь. В январе - марте 1913 года 4-я дивизия вела тяжёлые бои при Чаталджа.
Во Второй Балканской войне 4-я дивизия действовала побригадно: 1-я и 3-я бригады в составе 5-й армии прикрывали направление на Софию с запада, а 2-я бригада дивизии действовала отдельно в составе 4-й армии в Македонии на направлении главного удара.

## Первая мировая война (1915—1918)
В Первой мировой войне 4-я дивизия участвовала в составе 3-й армии в следующем составе:
- Начальник дивизии — генерал-майор Пантелей Киселёв
- Начальник штаба — генерального штаба подполковник Стефан Нойков
- Дивизионный инженер и командир 4-го пионерного батальона — полковник Христо Силяновски
- 1-я бригада — Генерального штаба полковник Божко Икономов
  - 7-й Преславский пехотный полк — полковник Атанас Добрев
  - 31-й Варненский пехотный полк — полковник Иван Караенев
- 3-я бригада — полковник Хараламби Кметов
  - 47-й Ардинский пехотный полк — полковник Йордан Аврамов
  - 48-й Дойранский пехотный полк — полковник Христо Енчев
- 4-й артиллерийская бригада — полковник Георги Манов
  - 5-й артиллерийский полк — подполковник Стефан Стайчев
  - 15-й артиллерийский полк — полковник Георги Чакыров
  - 3-й гаубичный полк — полковник Петр Кутинчев
  - 2-й Шуменский тяжелый артиллерийский полк — полковник Ангел Ангелов
  - 4-й дивизионный эскадрон — ротмистр Савов

3-я армия, в состав которой входила дивизия, не участвовала в разгроме сербской армии в 1915 г. В 1916 г. 4-я дивизия сыграла основную роль в захвате румынской крепости Туртукай, затем участвовала в штурме Кобадинской позиции. В дальнейшем части дивизии действовали на Румынском и Салоникском фронтах.

## Вторая мировая война
После Первой мировой войны дивизия была свёрнута в полк, три её кадровых полка преобразованы в батальоны, а 31-й полк расформирован. Перед началом Второй мировой войны 4-я дивизия была вновь развёрнута. В 1944 г. 4-я дивизия действовала в составе 2-й армии против немецких войск в Македонии.